# Copa Intercontinental de Béisbol 2006

## El evento
La Copa Intercontinental de Béisbol del 2006 se celebró del 9 hasta el 19 de noviembre en Taichung, Taiwán. Participaron 8 equipos que son los siguientes Cuba, Australia, Italia, Holanda, Japón, Corea del Sur, Philippines y Taiwán. Los estadios donde se jugó son los siguientes Taichung Baseball Field e Intercontinental Baseball Stadium. El campeón de esta copa fue Cuba que derrotó a Holanda en la gran final, y el elenco cubano tiene acomulado ahora 10 medallas de oro en Copa Intercontinentales y dos de platas, al principio este evento se decía que no iba a tener éxitos pero se pudo demostrar que se efectón una excelente competencia con partidos muy disputados y se vio un buen trabajo en los estadio. Este evento fue organizado por la Federación Internacional de Béisbol.

## Posiciones
| Pos. | País          |  | G | P | Pct. | RS | RA  | DI   | RA/9DI |
| ---- | ------------- |  | - | - | ---- | -- | --- | ---- | ------ |
| 1    | Cuba          |  | 6 | 1 | .857 | 66 | 10  | 56   | 1.61   |
| 2    | Japón         |  | 6 | 1 | .857 | 39 | 16  | 60   | 2.40   |
| 3    | Holanda       |  | 5 | 2 | .714 | 55 | 21  | 51   | 3.05   |
| 4    | Taiwan        |  | 4 | 3 | .571 | 39 | 33  | 64   | 4.64   |
| 5    | Australia     |  | 3 | 4 | .429 | 38 | 43  | 62.3 | 6.21   |
| 6    | Corea del Sur |  | 2 | 5 | .286 | 35 | 43  | 62   | 6.24   |
| 7    | Italia        |  | 2 | 5 | .286 | 41 | 41  | 64   | 5.77   |
| 8    | Filipinas     |  | 0 | 7 | .000 | 2  | 108 | 48   | 20.25  |

## Calendario

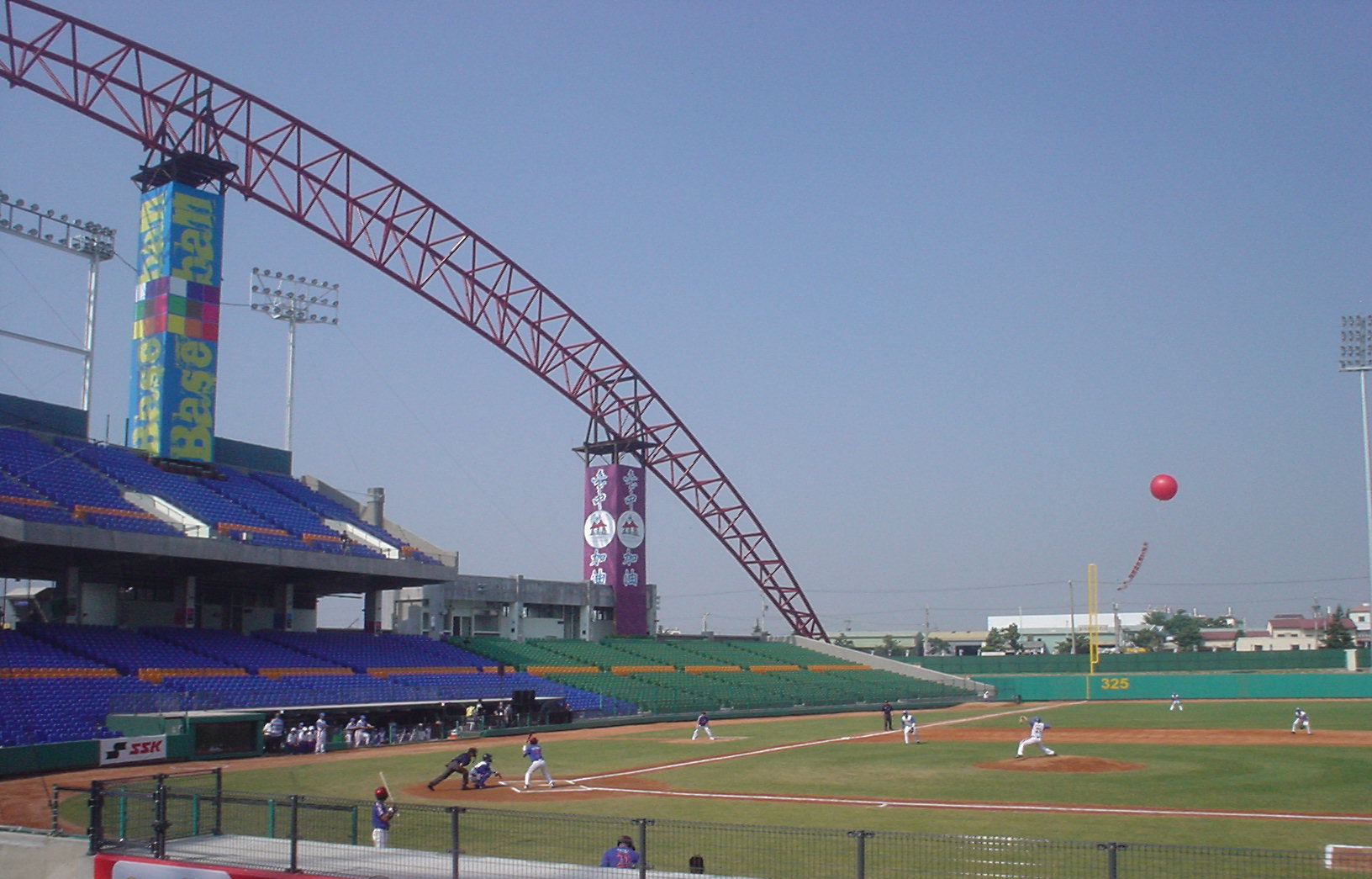
Philippines v. Korea

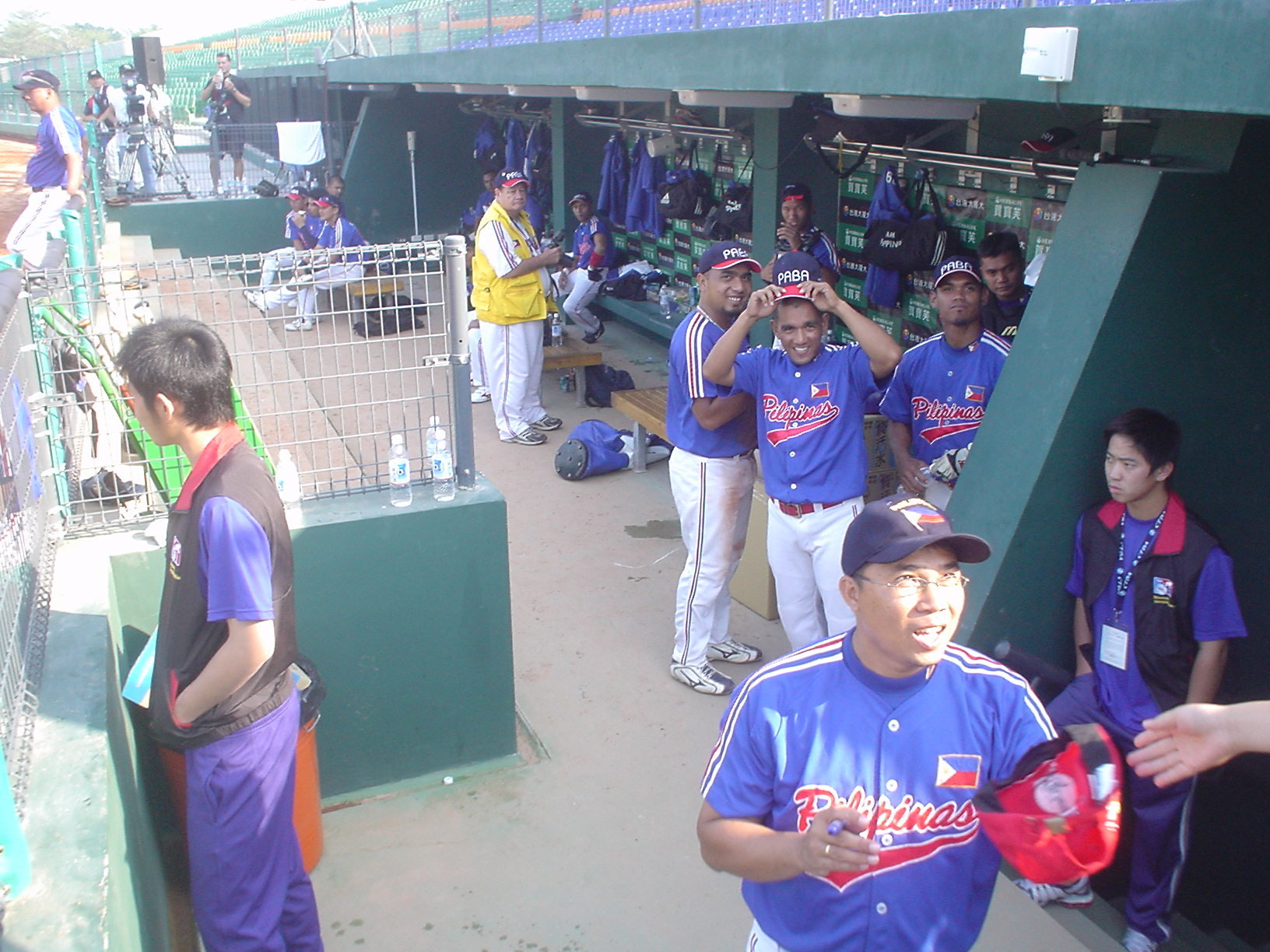
Equipo de Philippines en el dugout

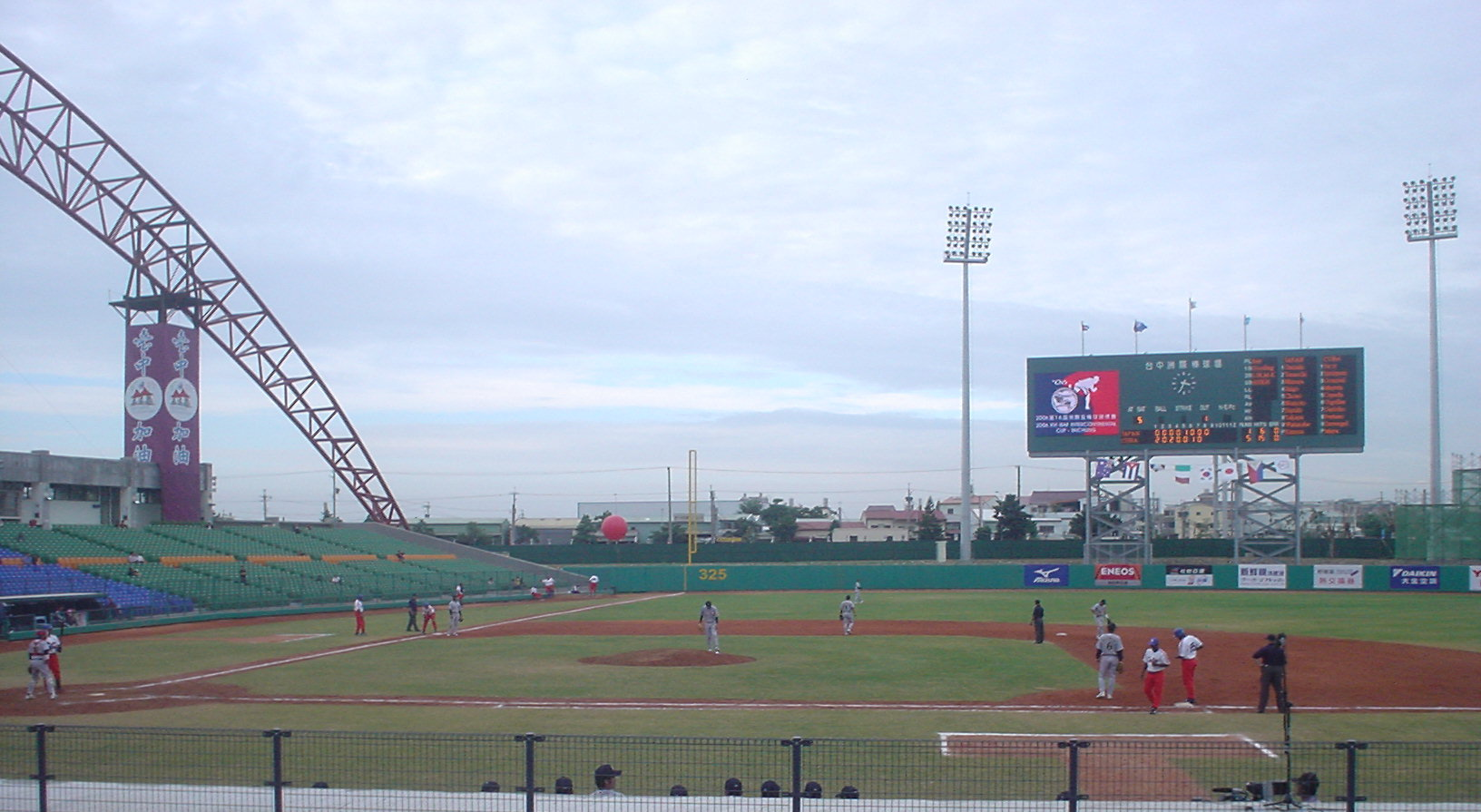
Japón v. Cuba

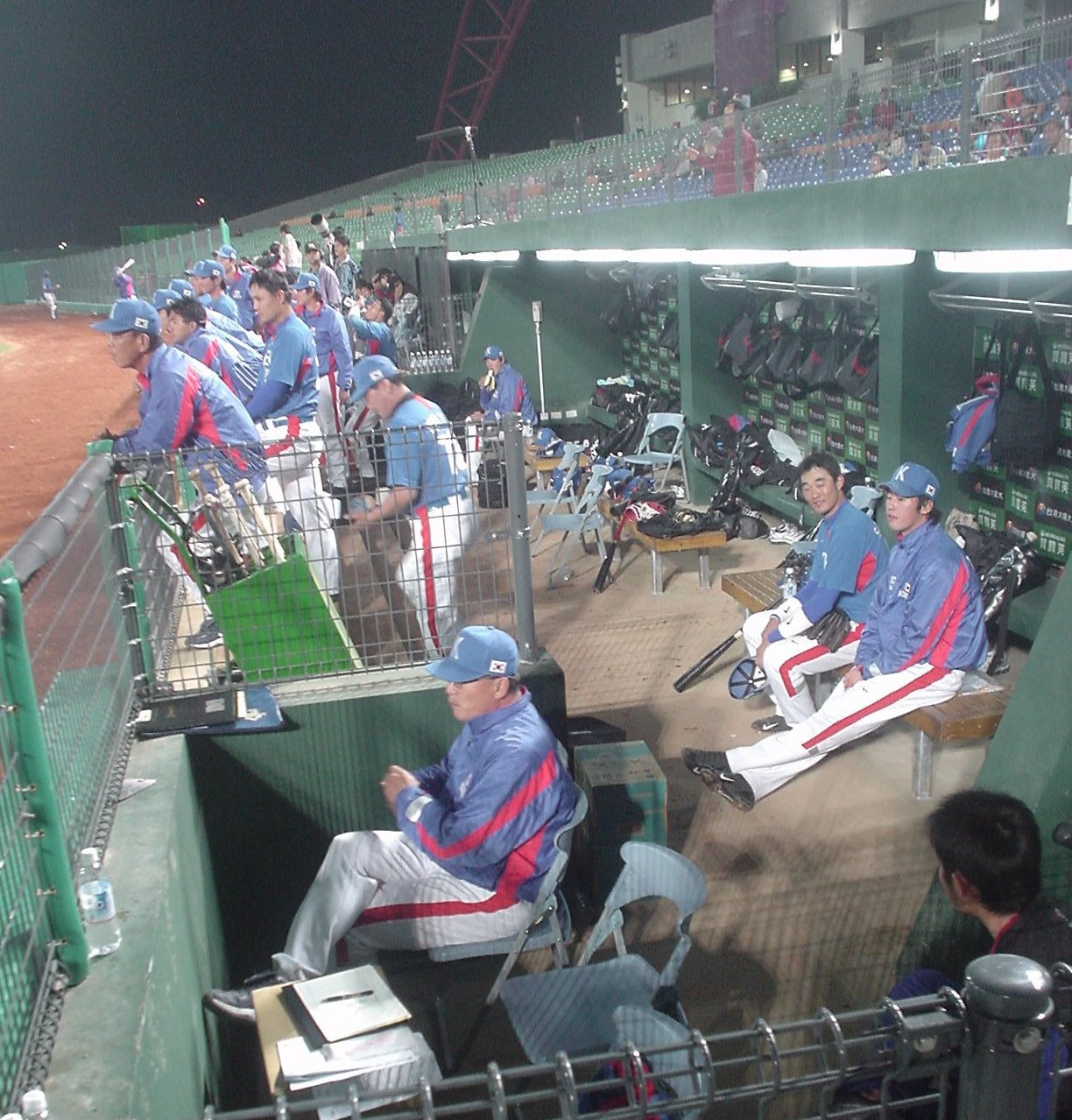
Equipo de Korea

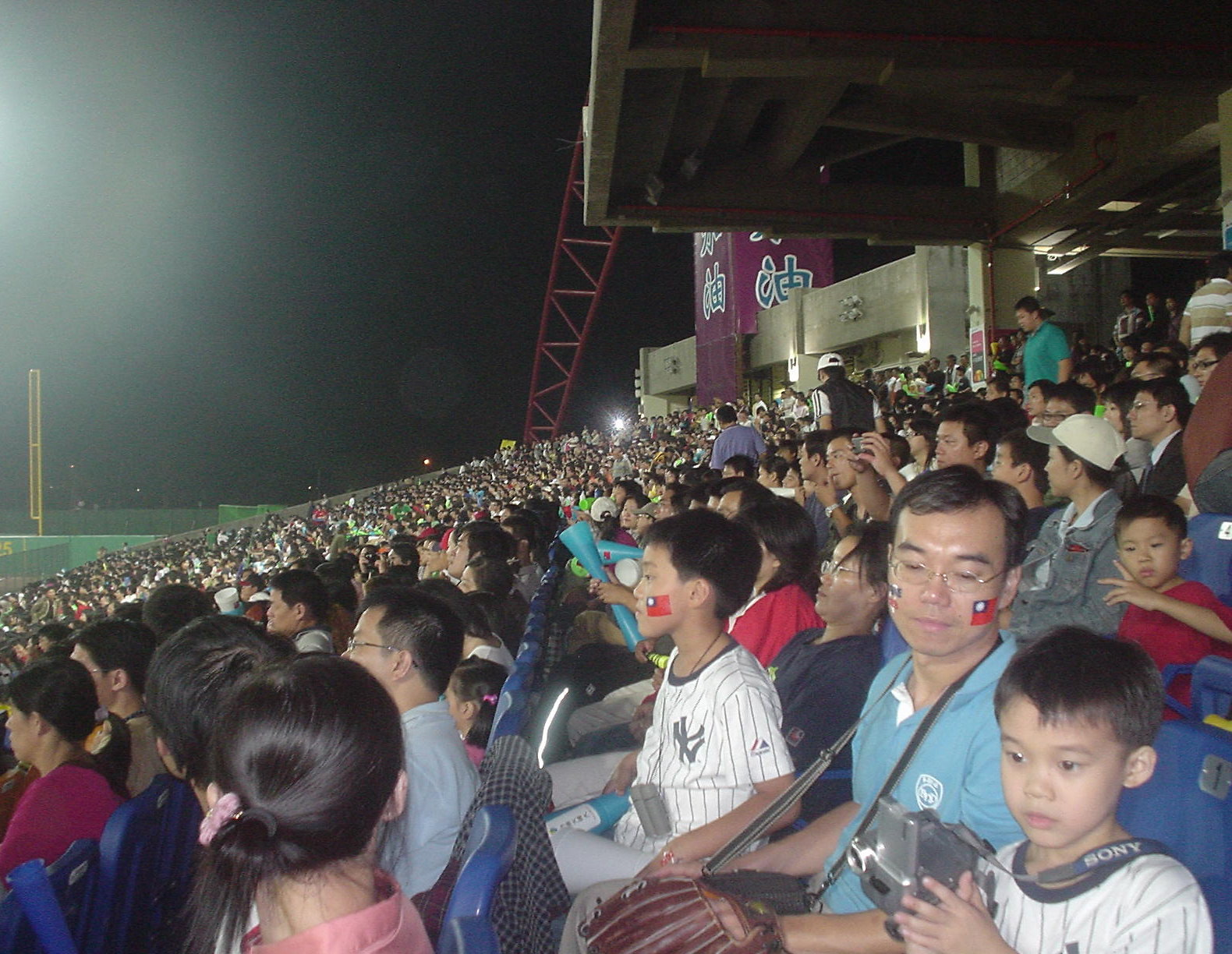
Público de Taipéi en el juego de este equipo contra Cuba

| Date  | Time  | Venue | Home          |  | Guest           |  | Result                  |
| ----- | ----- | ----- | ------------- |  | --------------- |  | ----------------------- |
| 11/9  | 10:00 | TF    | Cuba          |  | The Netherlands |  | 3-2                     |
| 11/9  | 13:00 | IBC   | Corea del Sur |  | Philippines     |  | 10-0 (6 1/2 innings)    |
| 11/9  | 14:00 | TF    | Australia     |  | Japón           |  | 3-4 (10 innings)        |
| 11/9  | 19:30 | IBC   | Taiwán        |  | Italia          |  | 3-13                    |
| 11/10 | 13:00 | IBC   | Filipinas     |  | Australia       |  | 2-12 (8 innings)        |
| 11/10 | 13:00 | TF    | Corea del Sur |  | Cuba            |  | 8-1                     |
| 11/10 | 18:30 | IBC   | Japan         |  | Taiwán          |  | 4-3                     |
| 11/10 | 18:30 | TF    | Países Bajos  |  | Italia          |  | 10-8                    |
| 11/11 | 13:00 | IBC   | Italia        |  | Cuba            |  | 0-9                     |
| 11/11 | 13:00 | TF    | Taiwán        |  | Australia       |  | 4-2                     |
| 11/11 | 18:30 | TF    | Philippines   |  | Netherlands     |  | 0-22 (7 innings)        |
| 11/11 | 18:30 | IBC   | Japan         |  | Corea del Sur   |  | 2-1                     |
| 11/12 | 13:00 | IBC   | Corea del Sur |  | Taiwán          |  | 7-9 (12 innings)        |
| 11/12 | 13:00 | TF    | Netherlands   |  | Japan           |  | 0-3                     |
| 11/12 | 18:30 | TF    | Philippines   |  | Cuba            |  | 0-24 (7 innings)        |
| 11/12 | 18:30 | IBC   | Australia     |  | Italia          |  | 8-7 (13 innings)        |
| 11/13 |       |       | Siguiente Día |  |                 |  |                         |
| 11/14 | 13:00 | IBC   | Cuba          |  | Japón           |  | 6-3                     |
| 11/14 | 13:00 | TF    | Italia        |  | Philippines     |  | 9-0                     |
| 11/14 | 18:30 | IBC   | Australia     |  | Corea del Sur   |  | 10-9                    |
| 11/14 | 18:30 | TF    | Taiwán        |  | Países Bajos    |  | 2-4 (10 innings)        |
| 11/15 | 13:00 | TF    | Italia        |  | Japan           |  | 3-6                     |
| 11/15 | 13:00 | IBC   | Corea del Sur |  | Netherlands     |  | 2-13 (8 innings)\|      |
| 11/15 | 18:30 | IBC   | Cuba          |  | Australia       |  | 13-0 (4 1/2 innings)    |
| 11/15 | 18:30 | TF    | Philippines   |  | Taiwán          |  | 0-14 (6 innings)        |
| 11/16 | 13:00 | IBC   | Italia        |  | Corea del Sur   |  | 1-5                     |
| 11/16 | 13:00 | TF    | Japón         |  | Philippines     |  | 17-0 (6 1/2 innings)\|- |
| 11/16 | 18:30 | TF    | Netherlands   |  | Australia       |  | 4-3 (11 innings)        |
| 11/16 | 18:30 | IBC   | Taiwán        |  | Cuba            |  | 4-3                     |

TF= Taichung Baseball Field
IBC= Intercontinental Baseball Stadium 
Estos juegos se jugarán en el estadio Taichung Baseball Field.
| Día   | Hora  | Home Club |  | Visitador   |  | Resultado | Juego              |
| ----- | ----- | --------- |  | ----------- |  | --------- | ------------------ |
| 11/18 | 13:00 | Korea     |  | Italia      |  | 3-8       | Consolation Round  |
| 11/18 | 18:30 | Australia |  | Philippines |  | 17-0      | Consolation Round  |
| 11/19 | 13:00 | Korea     |  | Philippines |  |           | Seventh Place Game |
| 11/19 | 18:30 | Italia    |  | Australia   |  |           | Fifth Place Game   |

Los siguientes juegos se efectuarán en el estadio Intercontinental 

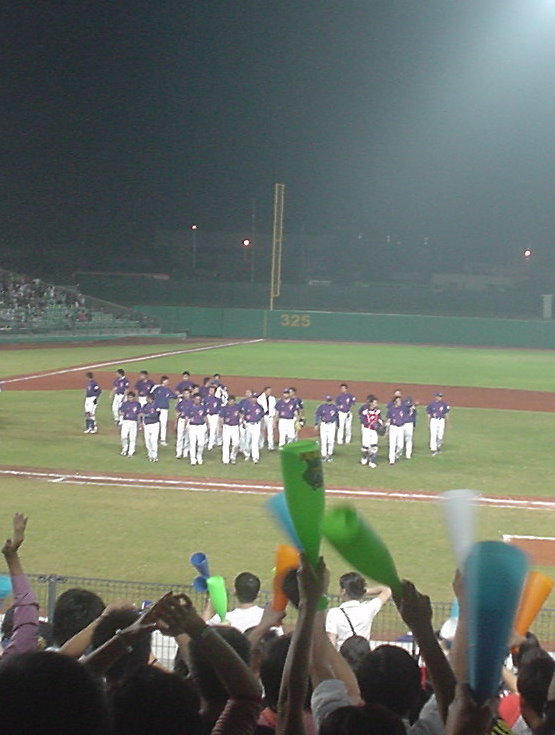
Equipo de Taipéi en el juego contra Cuba

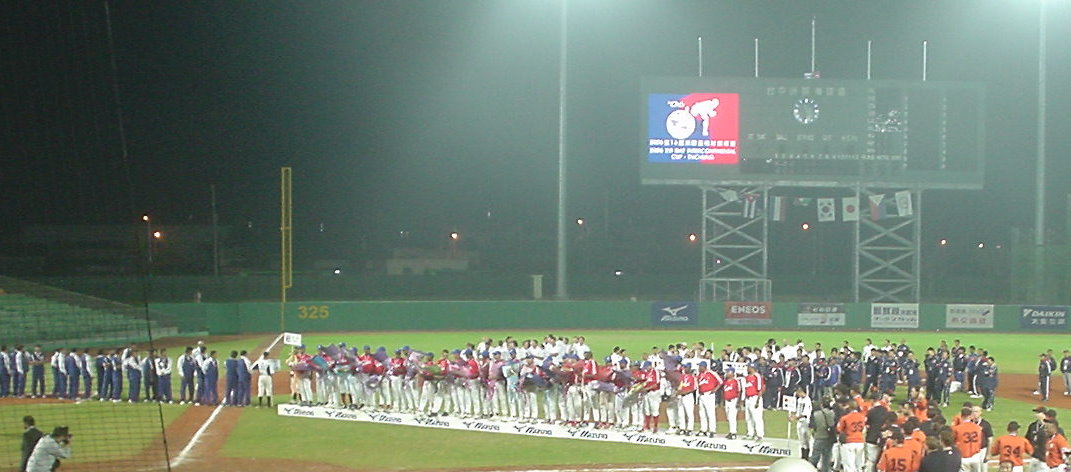
Premiación a los equipo medallistas

Baseball Stadium.
| Día   | Hora  | Home Club |  | Visitador |  | Resultado | Juego             |
| ----- | ----- | --------- |  | --------- |  | --------- | ----------------- |
| 11/18 | 13:00 | Japón     |  | Holanda   |  | 0-3       | Semifinal         |
| 11/18 | 18:30 | Taiwán    |  | Cuba      |  | 4-5       | Semifinal         |
| 11/19 | 13:00 | Japón     |  | Taiwán    |  | 0-4       | Bronze Medal Game |
| 11/19 | 18:30 | Holanda   |  | Cuba      |  | 6-3       | Gold Medal Game   |

## Estadísticas
Colectivamente el equipo que más bateó fue Cuba con.419 de average 104 hits en 204 veces al bate, en pitcheo los cubanos fueron los líderes también al tener un buen promedio de carreras limpias de 1.45 10 carreras permitidas 9 de ellas limpias en 56 entradas, en la defensa ese propio elnco fue el mejor también al tener un promedio de.992, 2 errores en 238 lances. El pelotero que se llevó dos lideratos fue Alexander Mayeta que lideró los hits y dobles.
BATEO 
Pro: 529-Benjamín Risinger (AUS) (17-9)
Anotadas: 9-Yang Cheng-Shou (KOR); Michel Enríquez (CUB) 9, Yulieski Gourriel (CUB)
Rbi: 11-Yoandry Urgellés (CUB) 
Hits: 15-Alexander Mayeta (CUB)
Dobles: 4-Gino Lollio (ITA) y Alexander Mayeta (CUB) 
Triples: 2-David Shuterland (AUS) y Michel Enríquez (CUB)
Ponches: 11-Antonio Caracciolo (ITA)
Boletos: 8- Luc Hughes (AUS)
PITCHEO
Pcl: 0.00-Adán Blackley (AUS) (12,2); Sandy Patrone (ITA)(10,2) y Vladimir Baños (CUB) (9,00)
Gan: 4-Shota Oba (JAP) y Tom Stuifbergen (HOL) 
K: 14-Shota Oba (JAP) (9,2); Darwin Dela Calzada (FIL)
BB: 17-Darwin Dela Calzada (FIL)

## El Juego Final
Equipos -- 1 2 3 4 5 6 7 8 9 10 11 R H E
Cuba ------- 0 0 1 0 0 0 1 0 0 1 3 -- 6 7 0 
Holanda -- 0 2 0 0 0 0 0 0 0 1 0 -- 3 9 5

## Todos Estrellas
Receptor: Ariel Pestano (CUB). Inicialista: Sharnol Adriana (HOL). Segunda base: Yung-Chi Chen (TPI). Tercera base: Michel Enríquez (CUB). Torpedero: Naoto Watanabe (JAP). Jardineros: Frederich Cepeda (CUB), Giorvis Duvergel (CUB) y Yoandry Urgellés (CUB). Jugador más valioso: Yoandry Urgellés (CUB). Mejor defensor: Yoandry Urgellés (CUB).

## El Estadio Principal

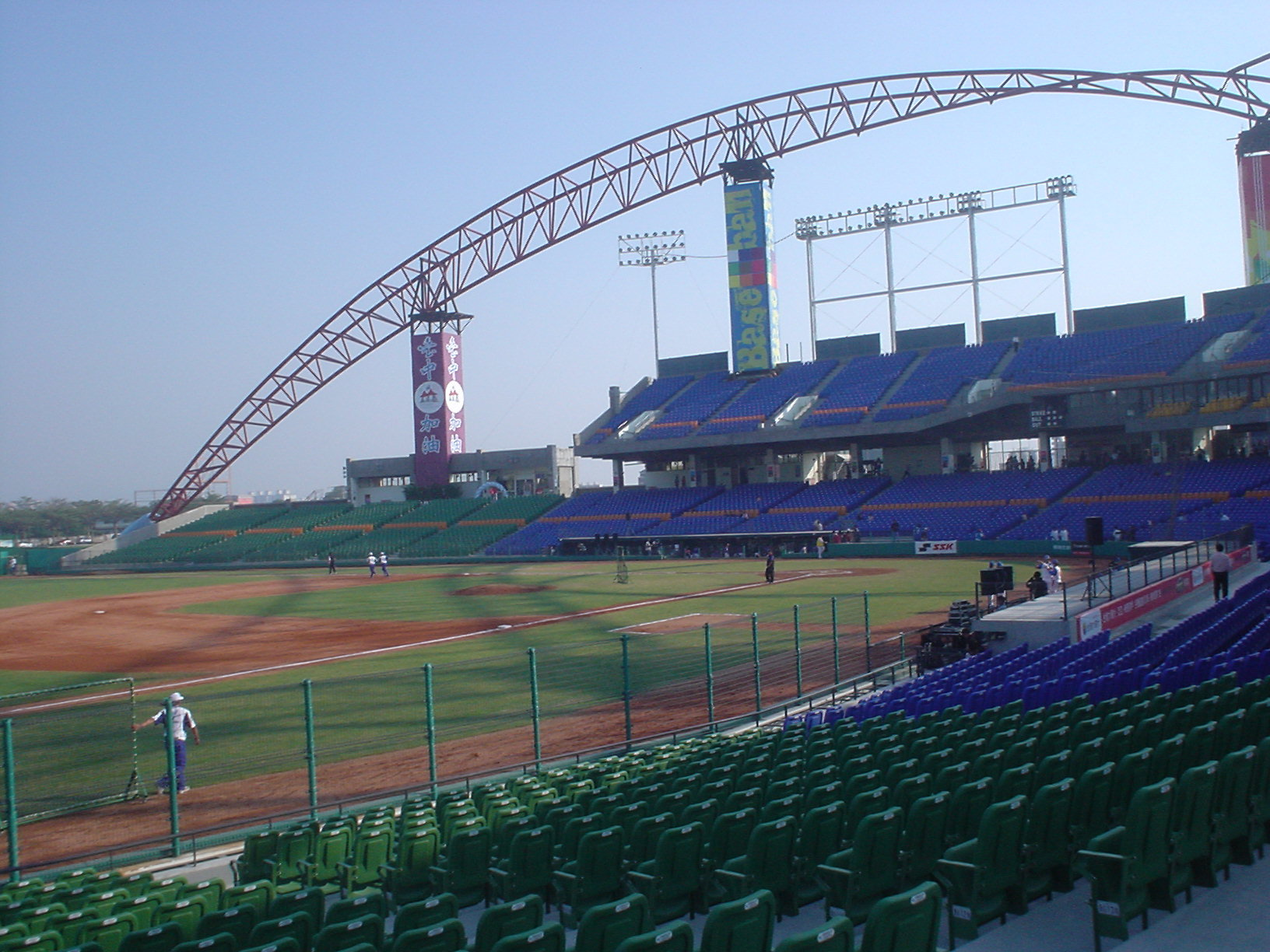
Estadio Intercontinental

El estadio Taichung Intercontinental Baseball Stadium está localizado en la ciudad de Taichung, Taiwán. Fue creado precisamente para la Copa Intercontinental el 1. de febrero del 2005, inaugurado el 9 de noviembre de este año. La superficie es yerba y costó constuirlo $600,000,000 NTD. Tiene un área de 89,773 m², mide 400 pies por el jardín central y 325 por los laterales. Capacidad de 20000 personas.

## Posición final
| Rank | Country       |  |
| ---- | ------------- |  |
| 1    | Cuba          |  |
| 2    | Netherlands   |  |
| 3    | Taiwán        |  |
| 4    | Japón         |  |
| 5    | Australia     |  |
| 6    | Italia        |  |
| 7    | Corea del Sur |  |
| 8    | Philippines   |  |